# 국도 제40호선 (아르헨티나)

아르헨티나의 지도 상에 놓여 있는 빨간색 선이 40번 국도이다.

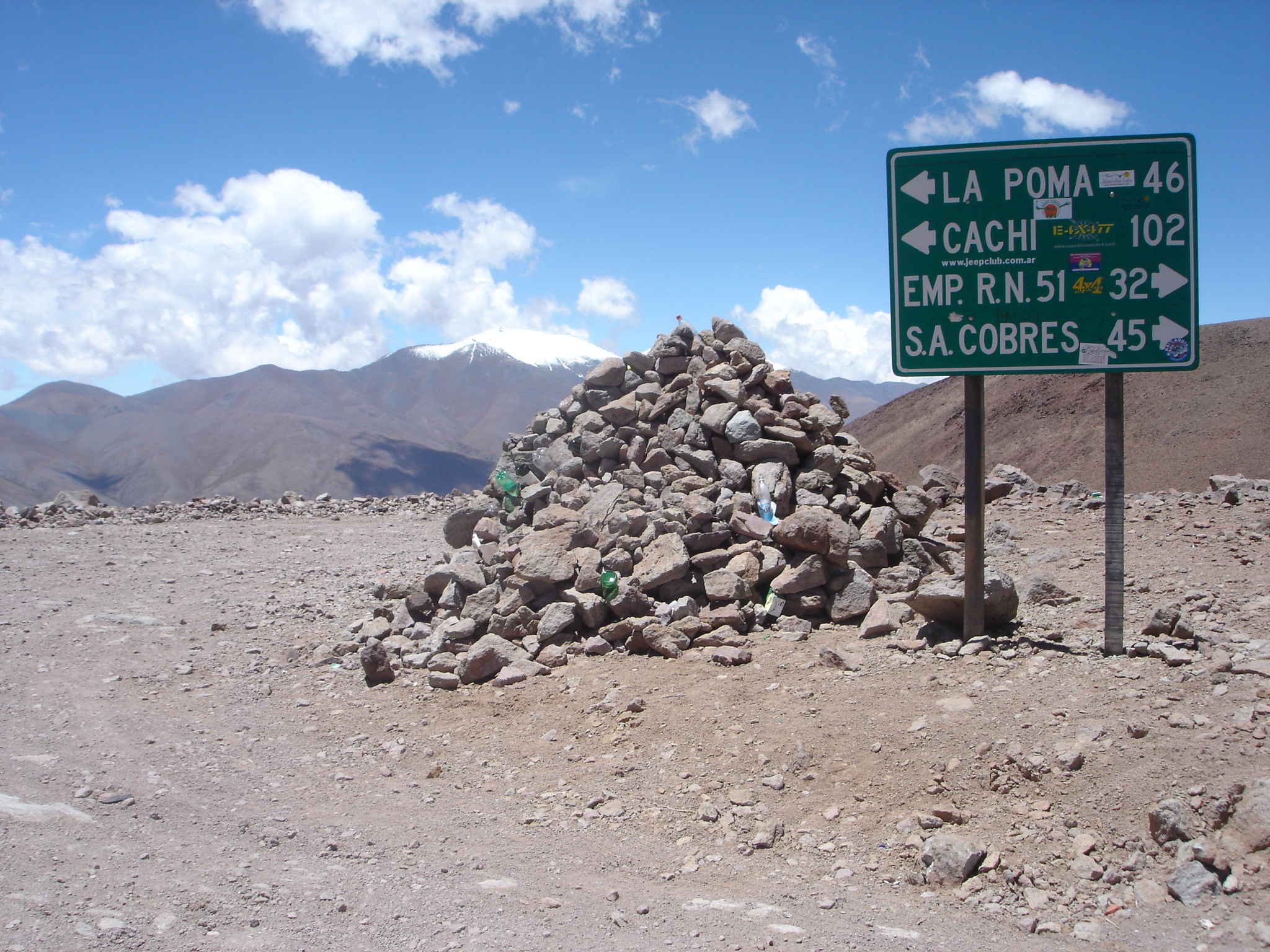
살타주의 아브라 델 아까이(해발 고도 5,061 m 높이) 전경.

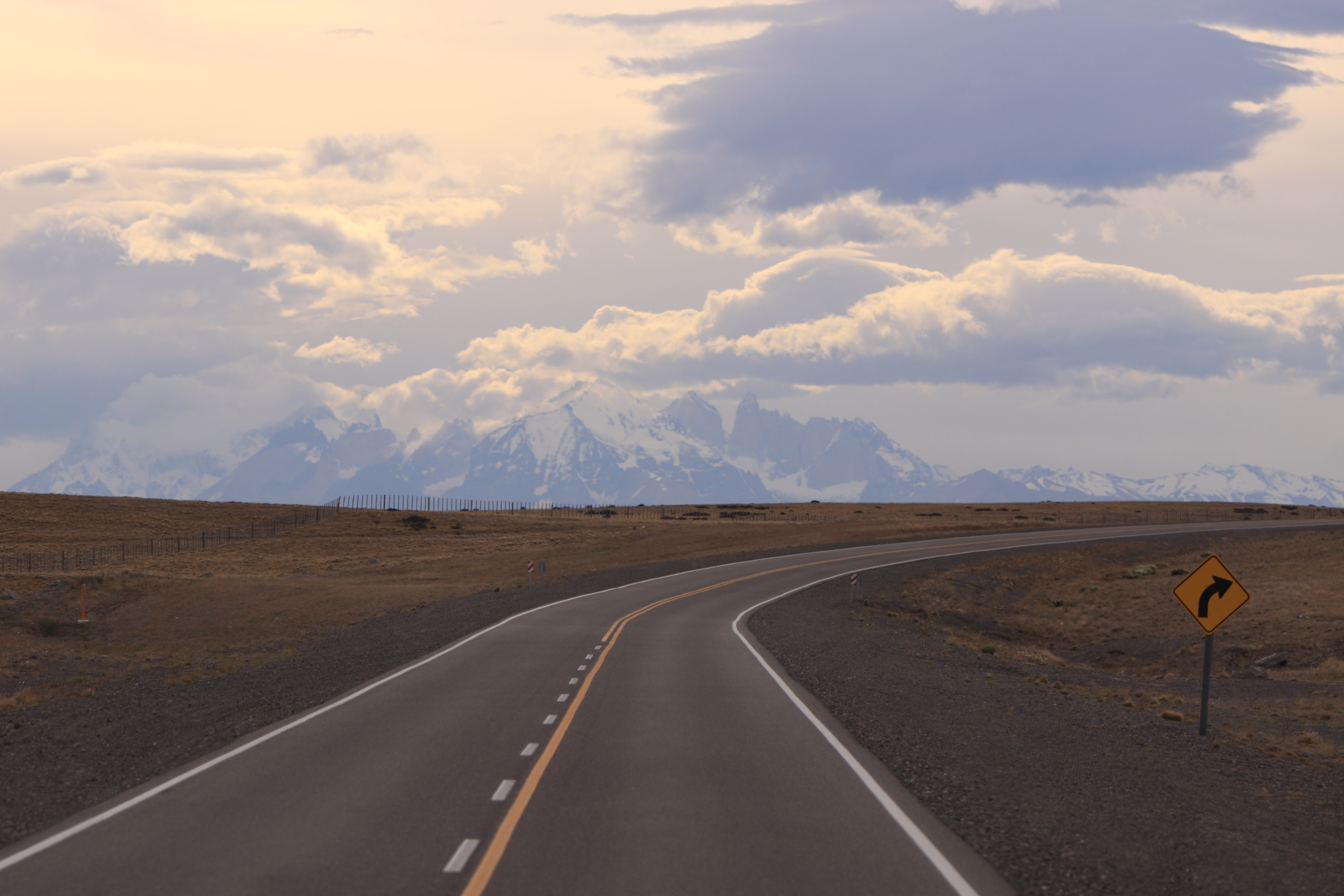
산타크루스주의 파이네산맥 남쪽에 질주하고 있는 아르헨티나 40번 국도의 모습.

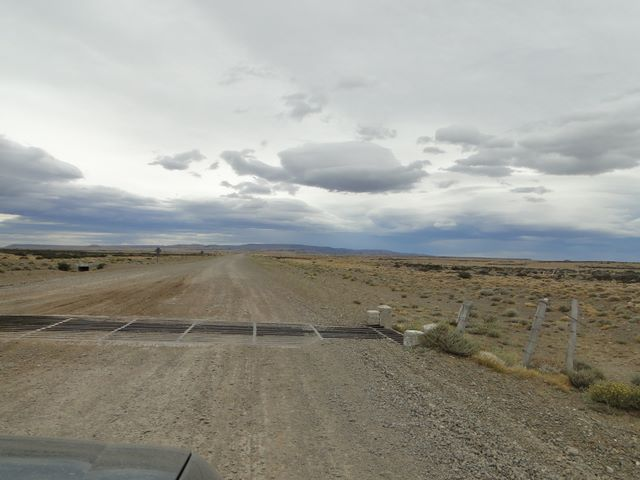
산타크루스주 북부 지역을 종단하고 있는 아르헨티나 40번 국도의 모습.

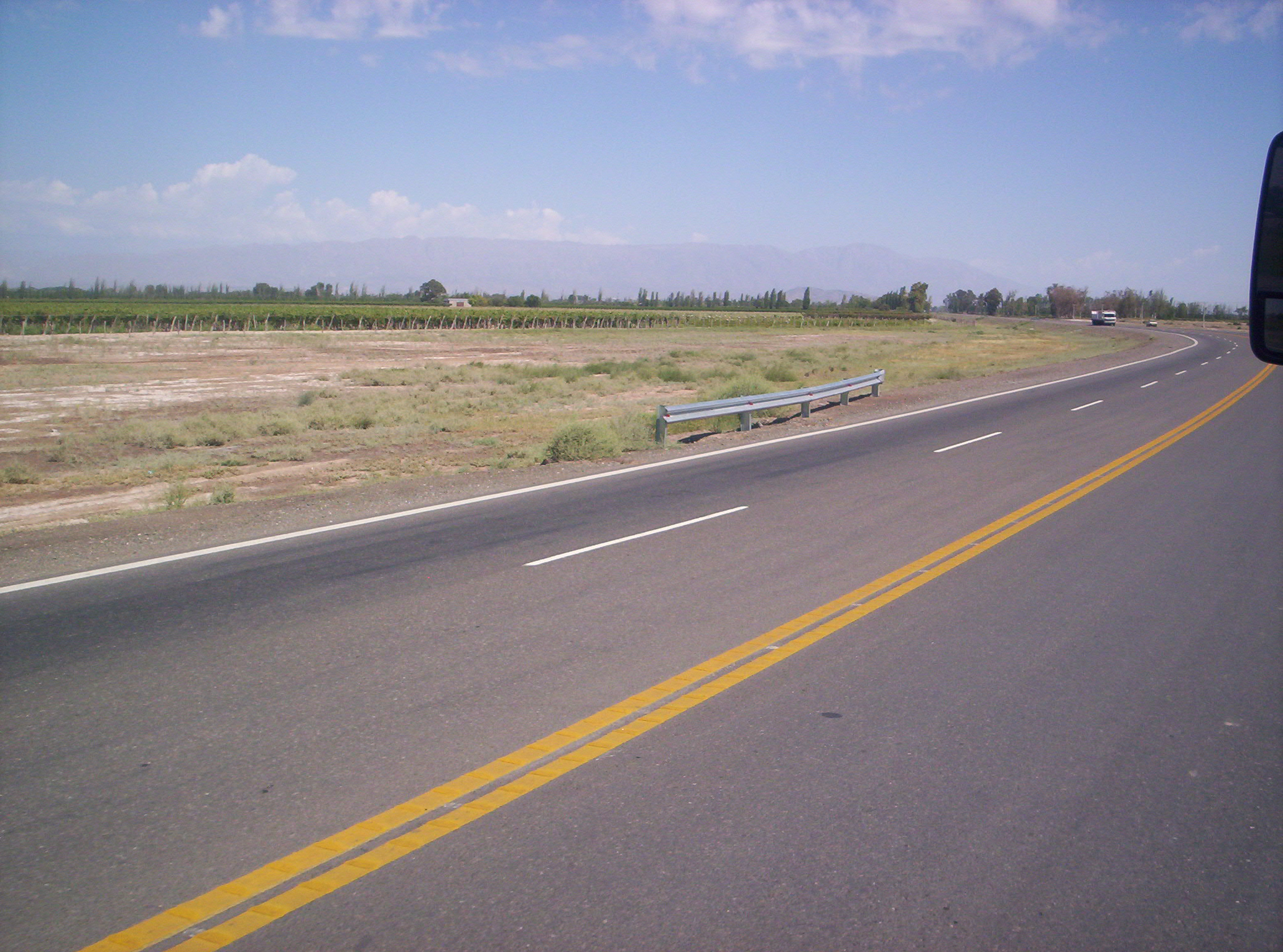
산후안주를 질주하고 있는 아르헨티나 40번 국도의 모습

국도 제40호선(스페인어: Ruta nacional 40)은 아르헨티나의 산타크루스주 리오가예고스에서 출발하여, 후후이주 라키아카까지 이어주는 총 연장 5,194 km의 길이를 가진 아르헨티나의 일반 국도 노선이다. 다른 이칭으로는 RN 40 또는 루타 40(Ruta 40)이다. 그래서 이 도로는 아르헨티나에서 가장 유명한 도로로 손을 꼽히고 있다. 비교되는 미국의 일반 국도 노선이면 단연 미국 66번 국도를 본떠서 꾸며 낸 도로망으로 유명하며  해당 도로를 지나가게 되는 지역이나 주는 보통 산타크루스주를 필두로 하여 추부트주, 리오네그로주, 네우켄주, 멘도사주, 산후안주, 라리오하주, 카타마르카주, 투쿠만주, 살타주, 후후이주 등 11개의 주를 통과하게 되는 도로망이기도 하며, KBS 1TV의 걸어서 세계속으로를 통해 소개되기도 하였다. 더불어 이 국도의 최고 고도는 해발 5,000 m(약 16,404 ft)의 높이를 가지고 있는 것으로 드러난다.

## 특이 사항
- 이 도로는 자연 경관으로 지정되어 있는 로스글라시아레스 국립공원을 중간에 관통하고 있는 것으로 알려져 온 것으로 보인다.
- 일부 구간에는 칠레 등 주변국 경계선과 인접해 있는 길들도 다수 존재한다.